# Gabor Zele
Gabor Zele (Boedapest, 8 juli 1954 – november 2021) was een Hongaars voetballer. Hij stond bekend als een technisch begaafde middenvelder.

## Loopbaan
Zele kwam in september 1974 over van de West-Duitse amateurvereniging Bad Homburg naar FC Twente in de Nederlandse Eredivisie. Hij maakte op 1 maart 1975 zijn debuut in een thuiswedstrijd tegen MVV. Twente was in 1975 finalist in de UEFA Cup, echter zonder dat Zele daar deel aan had gehad. Hij kwam in zijn eerste seizoen tot drie competitieduels en in zijn tweede seizoen tot vijf wedstrijden voor FC Twente.
In 1976 verliet Zele Twente voor FSV Frankfurt in de 2. Bundesliga. Van 1978 tot 1986 kwam hij uit voor SC Freiburg, dat eveneens in de 2. Bundesliga speelde. Hij speelde 55 duels voor Frankfurt en 219 voor Freiburg. Hij scoorde in tien jaar tijd vijftien doelpunten in Duitsland. In 1986 tekende Zele een contract bij FC Nordstern Basel in Zwitserland, waar hij een jaar later zijn profloopbaan afsloot.
Gabor Zele overleed in 2021 op 67-jarige leeftijd.